# Collégiale Saint-Pierre de Louvain
Pour les articles homonymes, voir Église Saint-Pierre.
La collégiale Saint-Pierre (en néerlandais : Sint-Pieterskerk) est une collégiale gothique située à Louvain, dans la province du Brabant flamand, en Belgique. Elle est la seule, avec la cathédrale magistrale de los Santos Niños à Alcala de Henares, à pouvoir porter le titre d'église magistrale, ce qui implique que tous ses chanoines sont professeurs à l'Université de Louvain. 

## Localisation
La collégiale se dresse entre la Grand-Place (Grote Markt) et la place Mathieu de Layens (Mathieu de Layensplein), face à l'Hôtel de ville de Louvain, chef-d'œuvre de l'architecture gothique civile.

## Historique

### Construction
La collégiale gothique actuelle, bâtie au XVe siècle, succéda à une église romane du XIe siècle.
Selon certains auteurs, les travaux de construction de l'édifice gothique auraient commencé entre 1400 et 1420 tandis que d'autres placent le début des travaux vers 1425, sous la conduite de Sulpitius van Vorst (nl).
Le chœur fut édifié par Sulpitius van Vorst et terminé en 1434. 
Jan II Keldermans (nl) succéda à Sulpitius van Vorst après la mort de ce dernier en 1439 et travailla au bras sud du transept ainsi qu'à la nef.
Après le décès de Keldermans en 1445, Mathieu de Layens (Matthijs de Layens) devint architecte en chef de l'église de 1448 à 1483 : il termina le transept et continua les travaux de construction de la nef. En 1497, Alaert du Hamel entreprend la construction du portail méridional donnant sur la Grand-Place.
Durant tout ce temps, le massif occidental roman resta en place, même après l'incendie qui le frappa en 1458. Un projet de massif occidental gothique de Joos Metsys fut retenu en 1505. Ce projet prévoyait une tour centrale haute de 168 m flanquée de deux tours latérales hautes de 136 m. Les travaux furent entamés en 1507 mais durent être arrêté en 1541 pour cause de problèmes financiers et d'instabilité du sous-sol. Après un effondrement en 1570, le massif occidental fut réduit en 1613 à sa hauteur actuelle pour des raisons de sécurité.

### Classement
L'église fait l'objet d'un classement au titre des monuments historiques depuis le 19 avril 1937 sous la référence 1761, et figure à l'inventaire du patrimoine immobilier de la Région flamande sous la référence 42127.
Depuis 1999, son beffroi est également inscrit sur la liste du patrimoine mondial de l'UNESCO, avec les autres 'beffrois de Belgique et de France'.

## Architecture

### Architecture extérieure

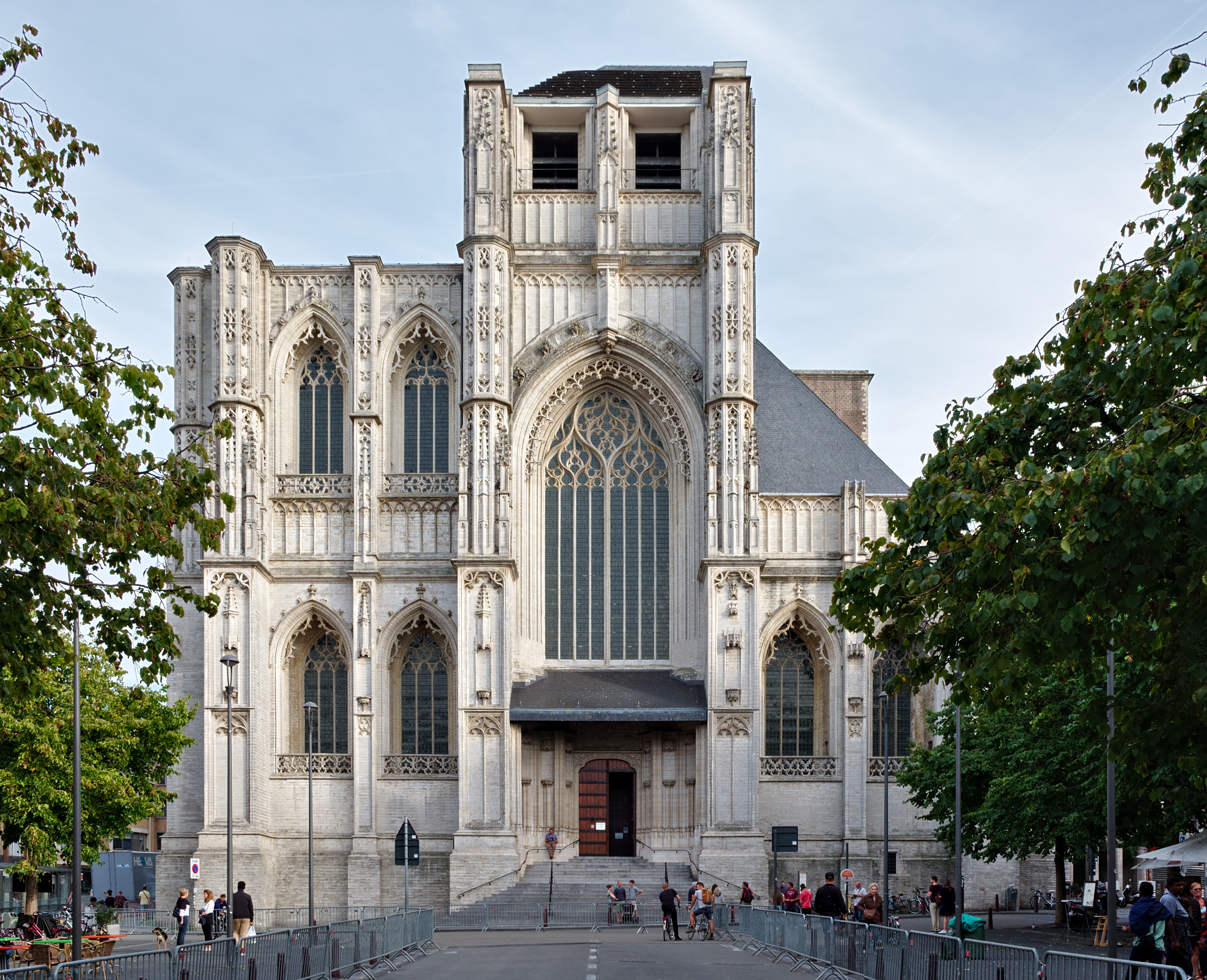
Le massif occidental inachevé.
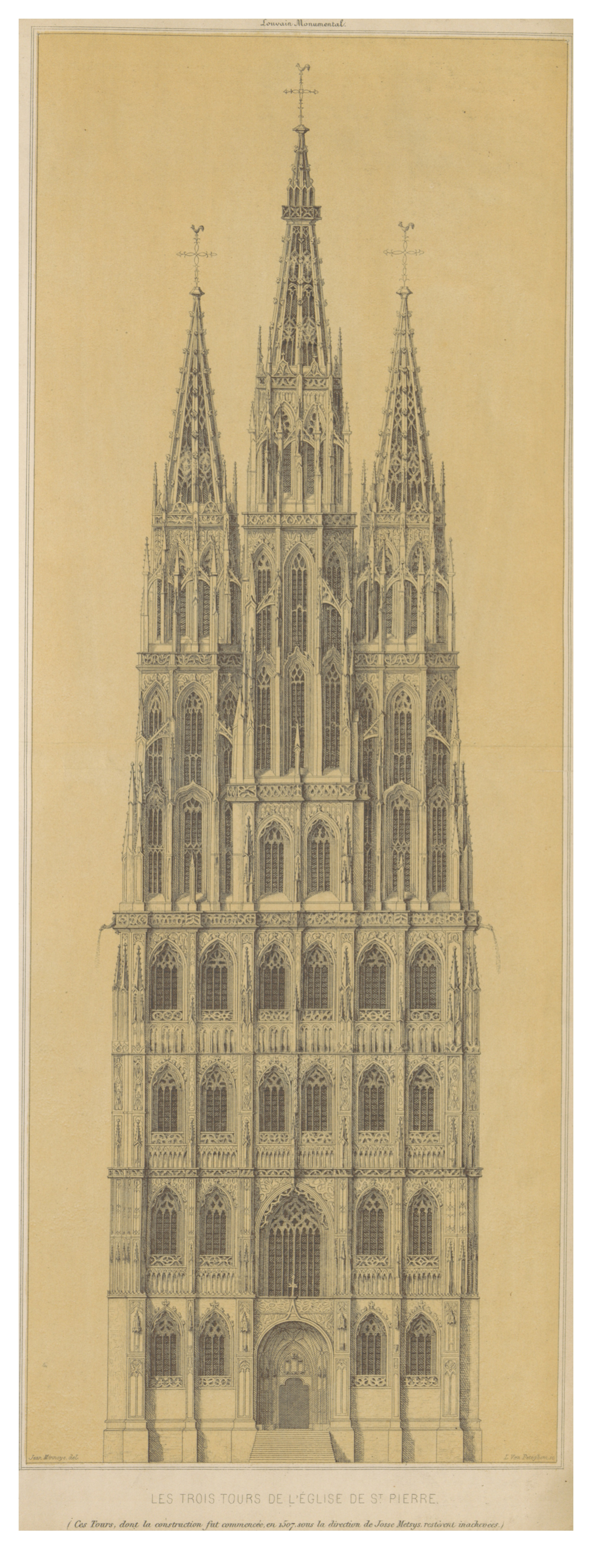
Le projet de massif occidental à trois hautes flèches.
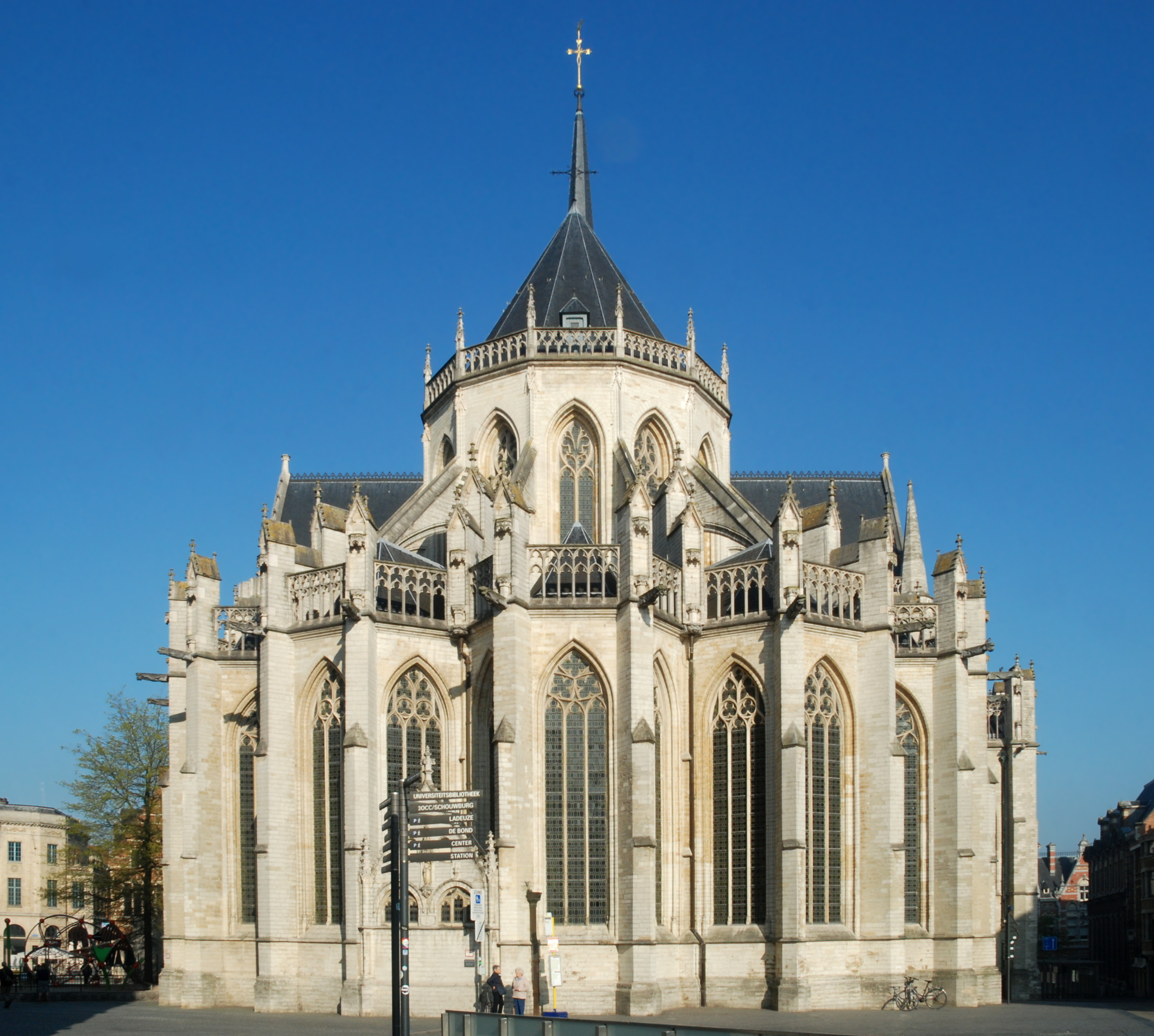
Le chevet.
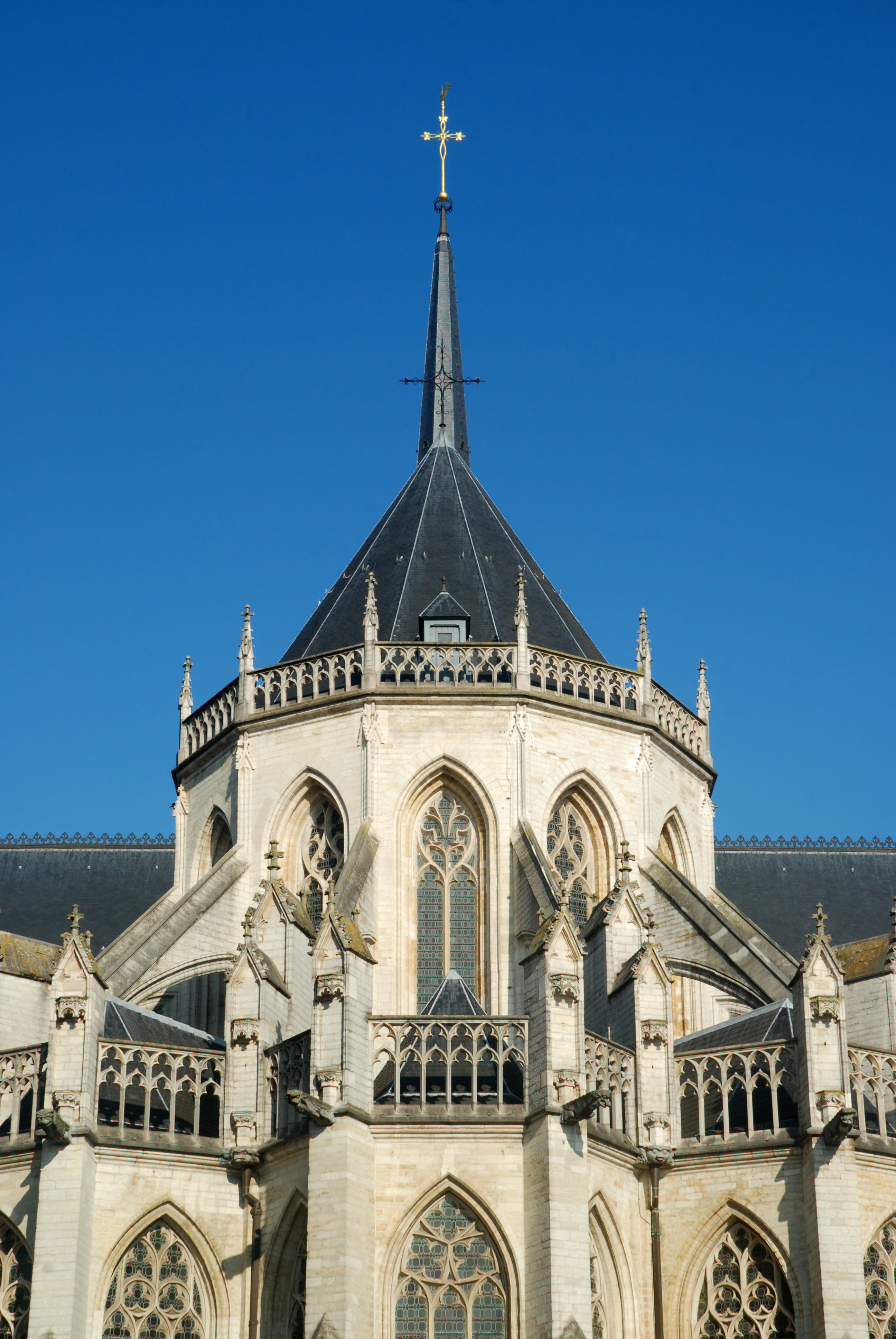
Le couronnement du chevet.
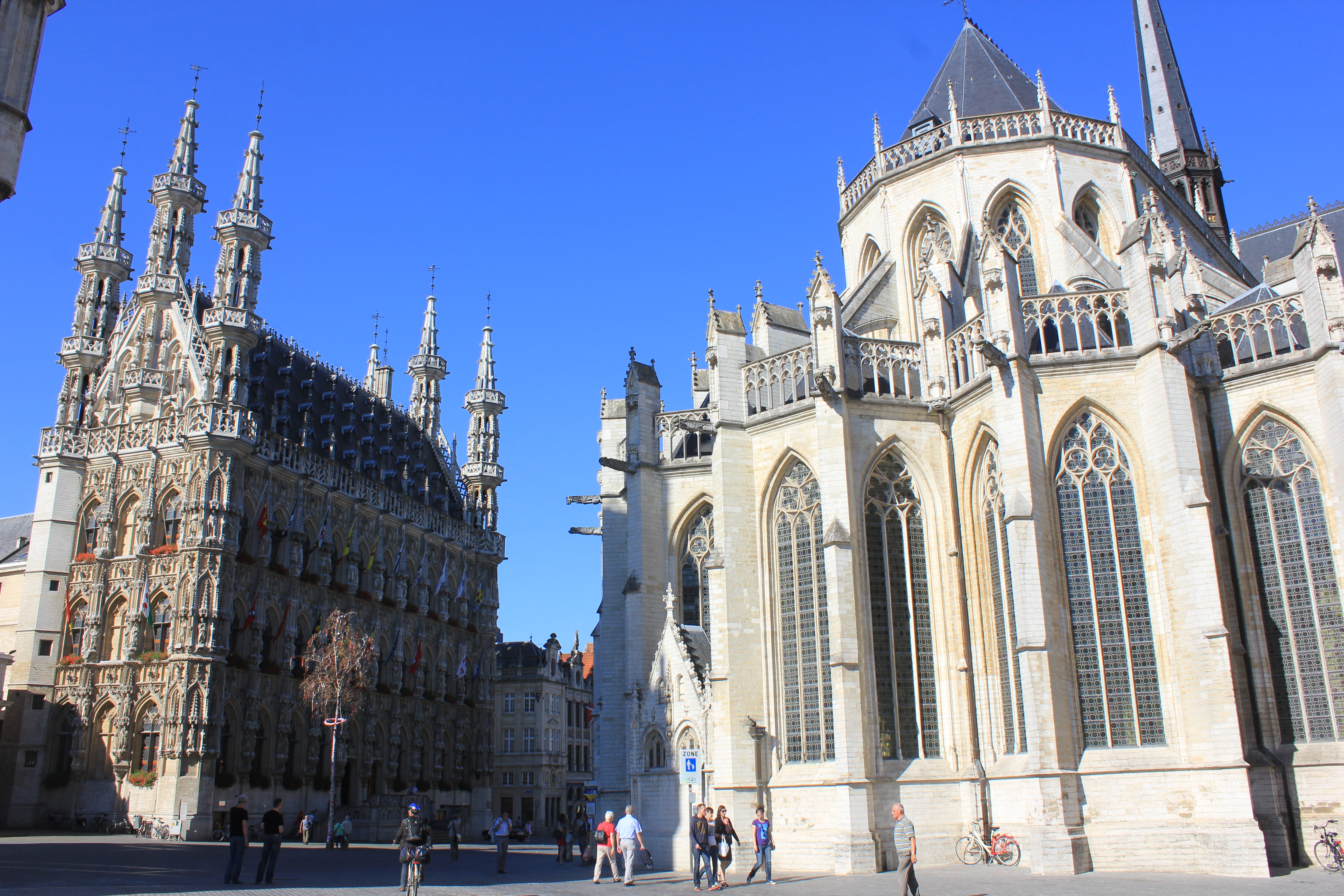
Le chevet et l'hôtel de ville de Louvain à gauche.

### Architecture intérieure

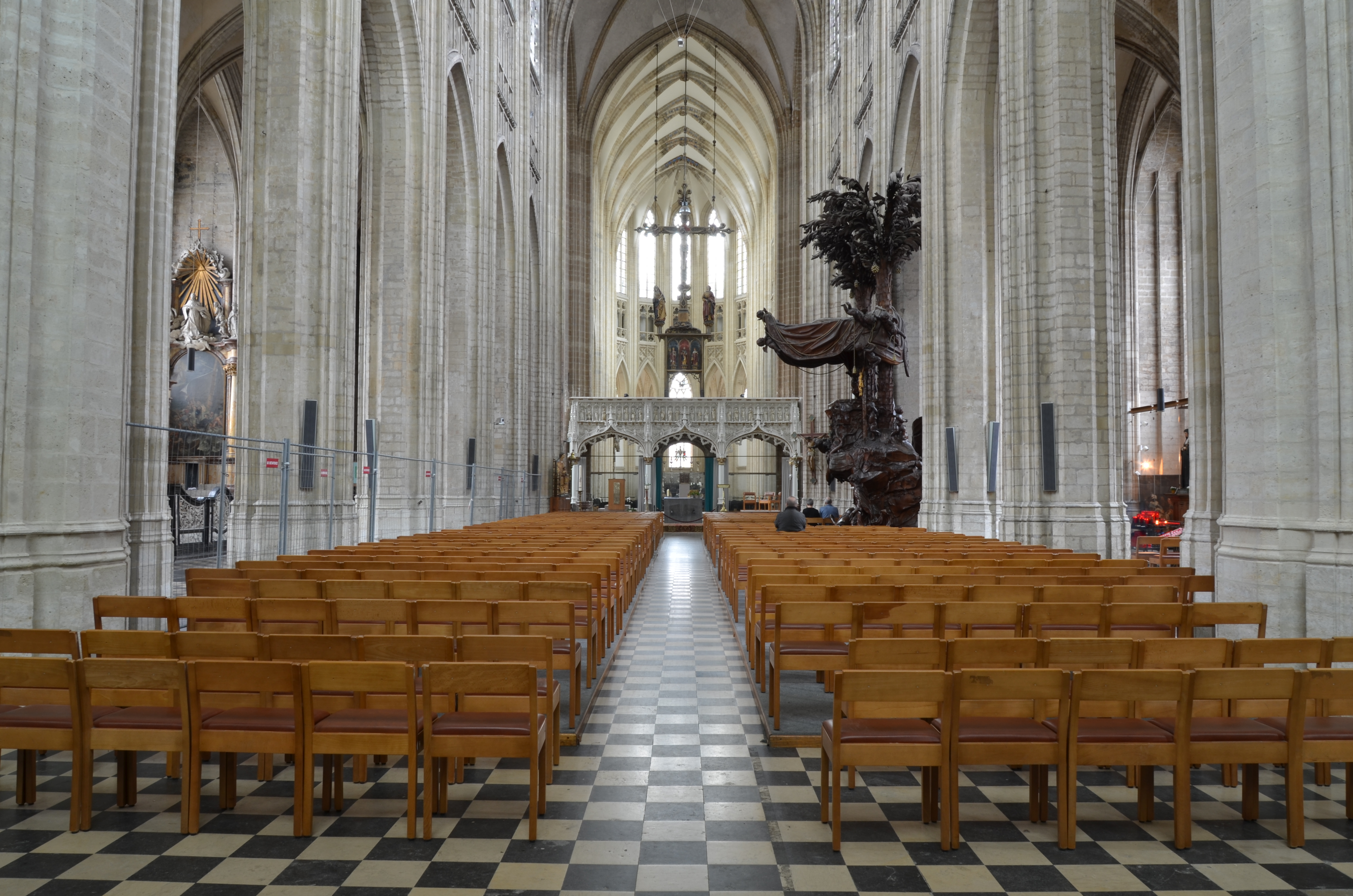
La nef.
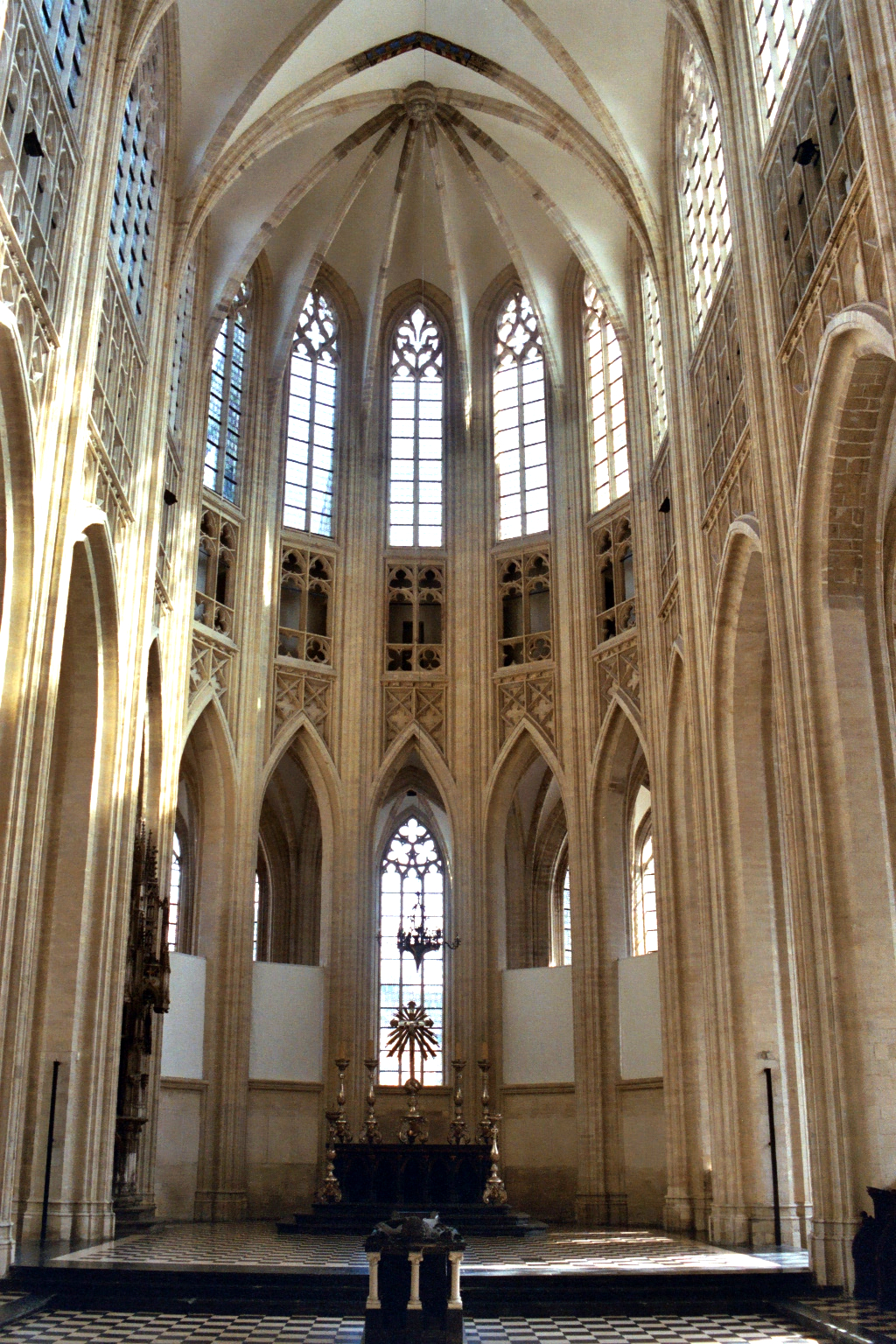
Le chœur.
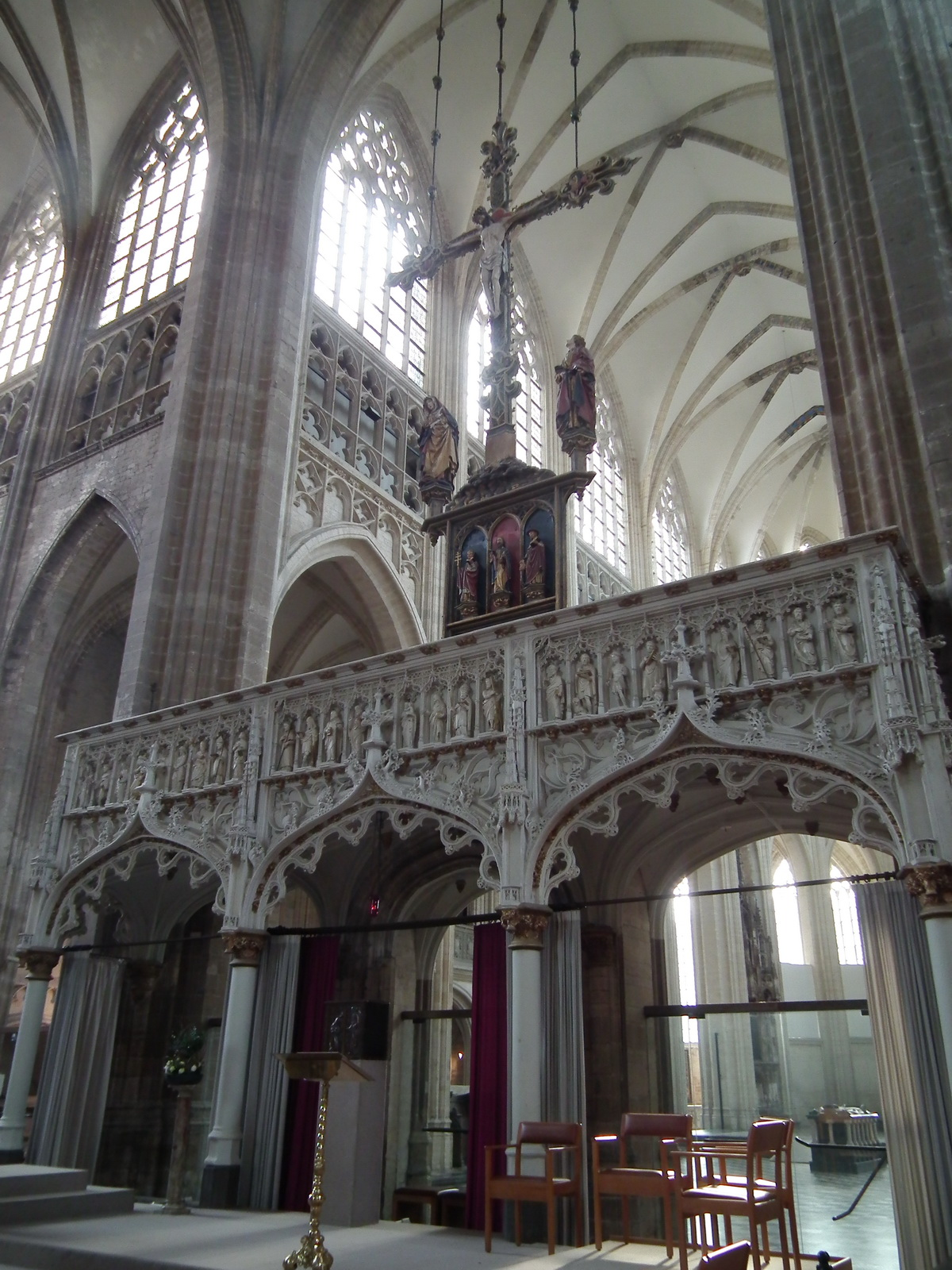
Le jubé.

## Patrimoine religieux

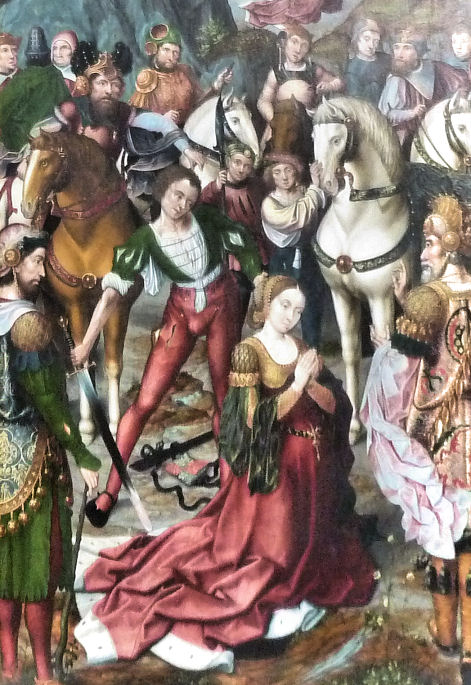
Sainte Catherine par Jan I Van Rillaer de Oude.
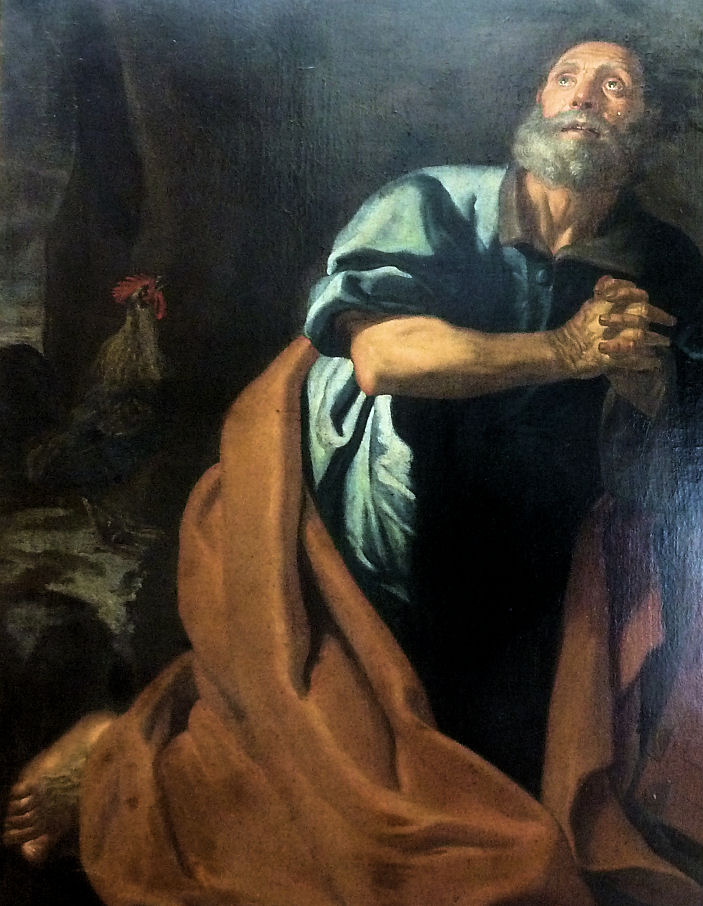
Saint Pierre Pénitent.
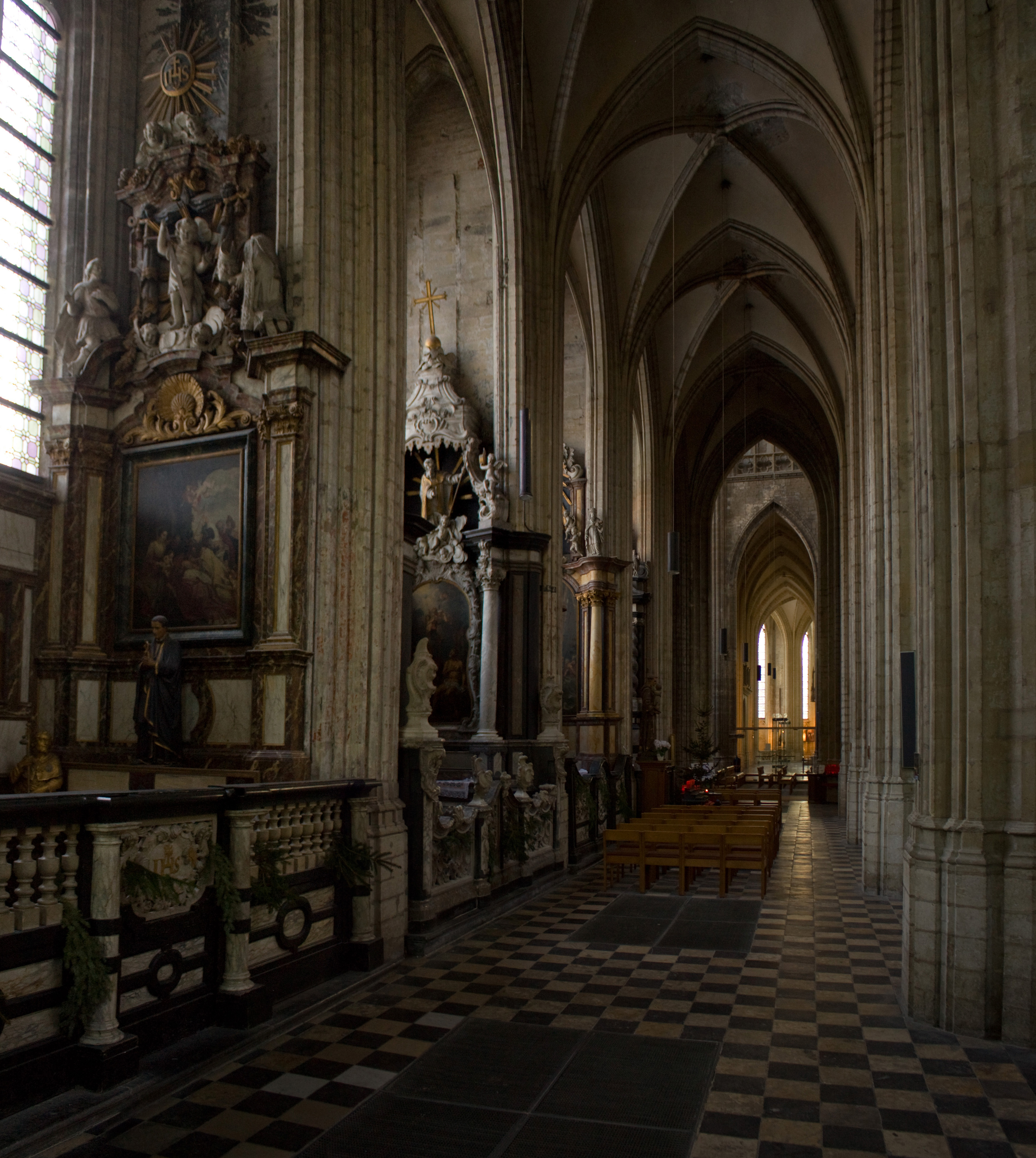
Autels mineurs de style baroque flamand.
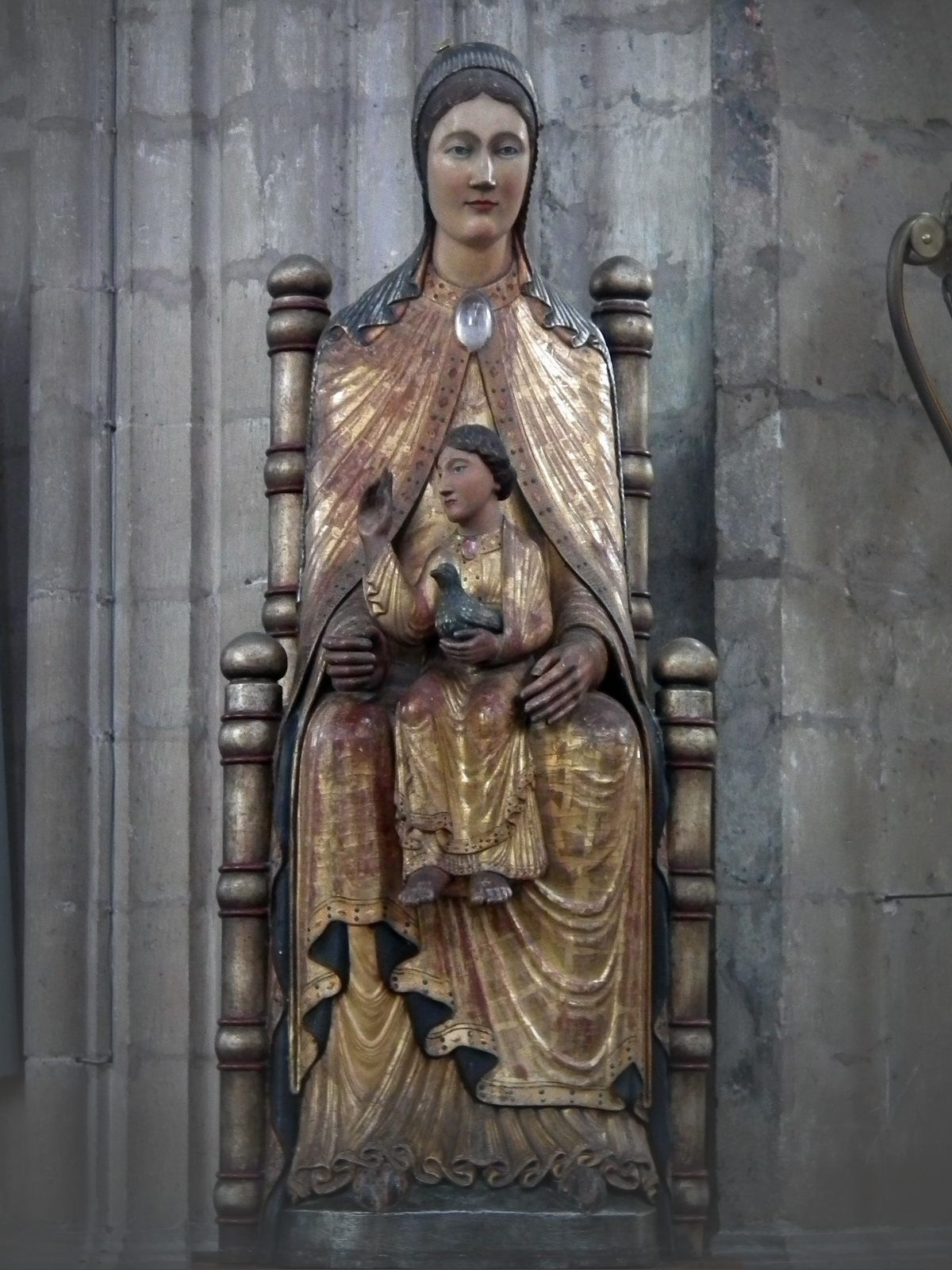
Vierge Sedes Sapientia de Louvain.
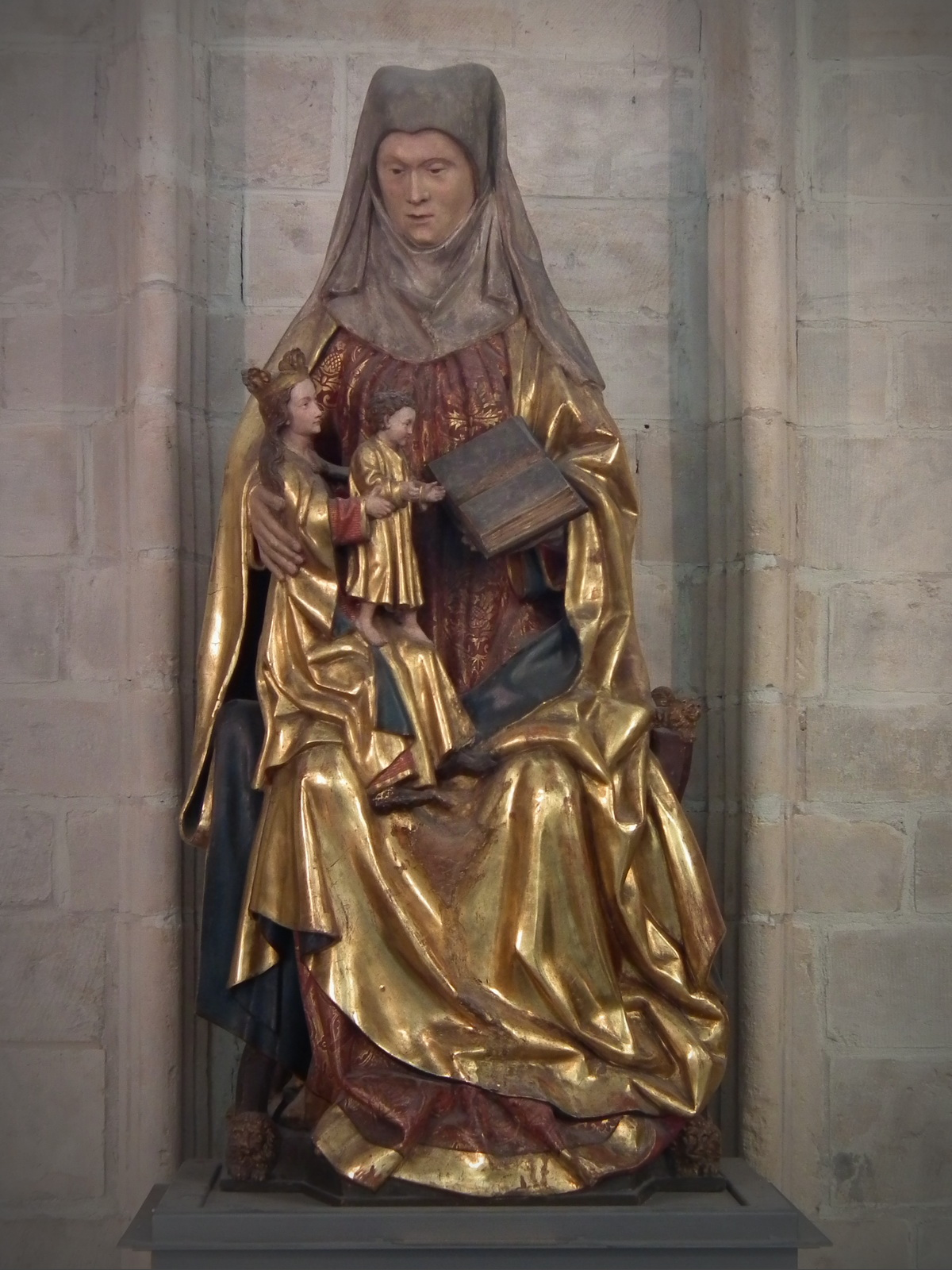
Sainte Anne.
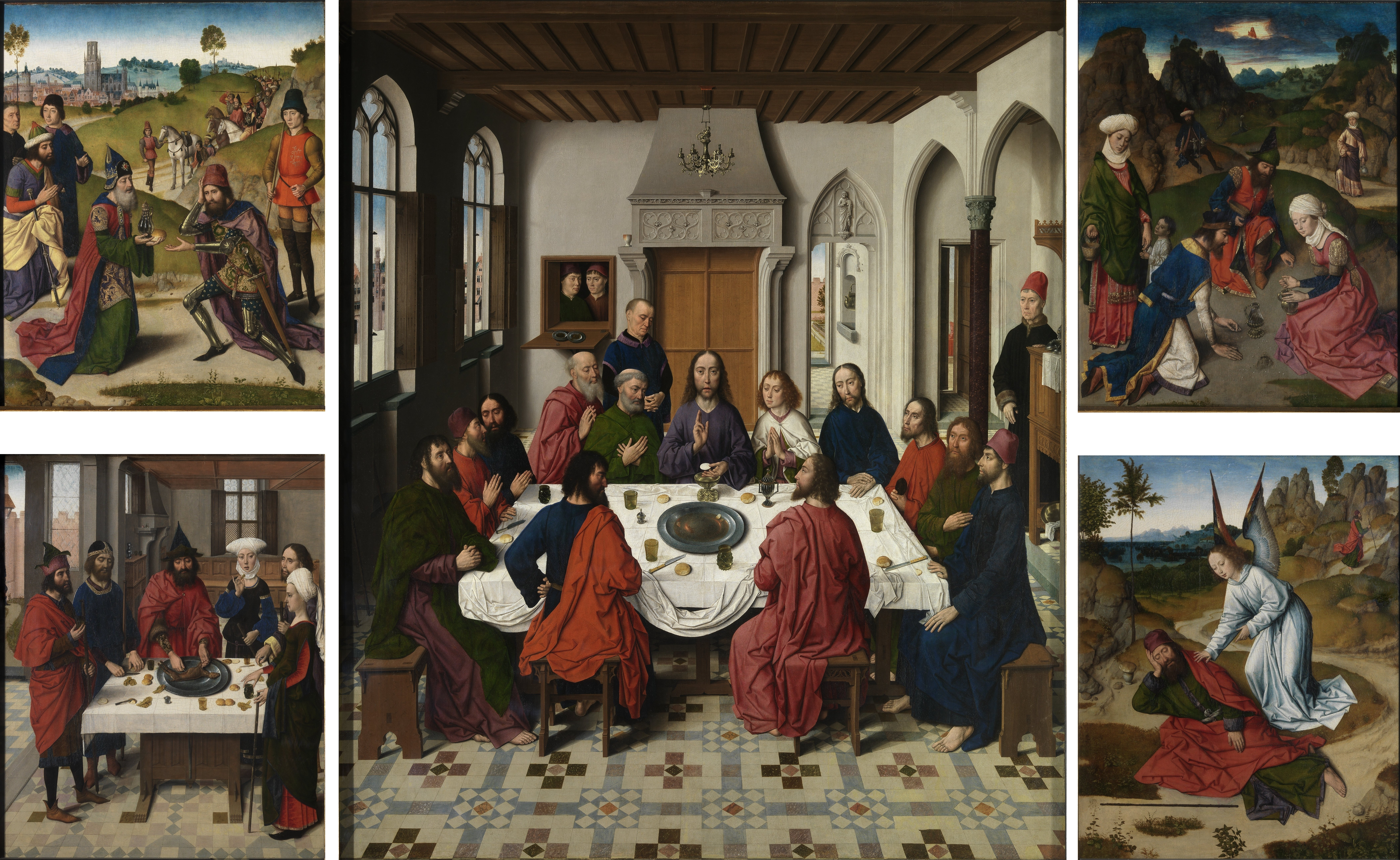
Polyptyque du Saint-Sacrement par Bouts

## Les douze sommets
Lors de la réouverture de l'église Saint-Pierre en 2020, l'accent a été mis sur douze temps forts :
- Maquette des tours occidentales
- Le mausolée d'Henri Ier de Brabant
- Tête du Christ de la Croix Tordue ou Brune
- Triptyque Edelheer (La Descente de Croix) de Rogier van der Weyden
- Les œuvres conservées de Jan Rombouts l'Ancien (en), à savoir Le Martyre de Saint Clément et Le Martyre de Sainte Catherine
- La chapelle de Marguerite la Fière
- Polyptyque du Saint-Sacrement de Dieric Bouts
- Le Martyre de Saint Erasme de Dieric Bouts
- Tour du Sacrement de Mathieu de Layens
- La Croix triomphale de Jan Borman
- La Sedes Sapientiae
- La chapelle de la brasserie artisanale